# Reinhold Nixdorf
Reinhold Nixdorf (* 19. Oktober 1890 in Breslau; † 1. Juli 1934 in einem Waldgebiet bei Obernigk und Breslau-Deutsch-Lissa) war ein deutscher SA-Führer im Range eines Sturmhauptführers. 1934 wurde er beim sogenannten Röhm-Putsch erschossen.

## Leben
Nach dem Ersten Weltkrieg, an dem Nixdorf als Soldat teilgenommen hatte, schloss er sich einem Freikorps an. In den 1920er Jahren entwickelte er sich zu einem führenden Mitglied der Sturmabteilung (SA) in Schlesien, die dort in den 1930er Jahren einen großen Anteil am Aufstieg des Nationalsozialismus hatte. Am 7. Oktober 1933 stieg Nixdorf in der SA vom Obersturmführer in den Rang eines Sturmhauptführers auf. In dieser Zeit fungierte er als „Führer“ zur besonderen Verwendung im Stab der SA-Brigade Breslau unter dem SA-Oberführer Wilhelm Heerde. Dann wechselte er in den Stab des in Breslau stationierten SA-Obergruppenführers VIII, Edmund Heines, der gleichzeitig als Polizeipräsident Breslaus fungierte. Nixdorf und Heines waren aus ihrer gemeinsamen Zeit im Freikorps Roßbach bereits miteinander bekannt. Unter Führung Heines beschäftigte sich die schlesische SA insbesondere damit, die Kontrolle über Einheiten des „Grenzschutzes“ zu gewinnen und sich im Hinblick auf eine Konfrontation mit der Reichswehr zu bewaffnen sowie eigene Kasernen einzurichten. Als Mitglied des SA-Feldjäger-Korps hatte Nixdorf auch die Aufgabe, „polizeiliche“ Operationen innerhalb nationalsozialistischer Organisationen und gegen Gegner des Nationalsozialismus durchzuführen.
Als die Führung der NSDAP und anderer NS-Organisationen den Machtzuwachs der SA als bedrohlich empfand, gab Hermann Göring im Zuge des sogenannten Röhm-Putsches am 30. Juni 1934 per Telegramm an den SS-Oberabschnittsführer Südost Udo von Woyrsch die Devise aus, dass „erhebliche Teile der SA unter Stabschef Ernst Röhm alle Vorbereitungen für einen Staatsstreich“ getroffen hätten, und befahl, neben Edmund Heines, Oskar Heines (1903–1934), Hans Ramshorn, Eberhard von Wechmar, Karl Belding, Herbert Ender und Ludwig Werner Engels auch Nixdorf zu verhaften. Nixdorf soll in den Morgenstunden des 30. Juni zufällig in das Polizeipräsidium Breslau gekommen und dort von SS-Leuten festgesetzt worden sein, die ihn zu den anderen Verhafteten in das SS-Gebäude in der Breslauer Sternstraße brachten. Ein von Heinrich Himmler unterzeichnetes Telegramm befahl dann die Erschießung der festgesetzten SA-Männer. Unter dem Kommando von SS-Obersturmbannführer Friedrich Schlums, eines Befehlshabers der 16. SS-Standarte „Unterelbe“ unter Rudolf Lohse (1904–1944), wurden Nixdorf sowie die SA-Leute Kurt Engelhardt (1891–1934), Karl Lipinski (1896–1934), Otto Stucken (1896–1934), Belding und von Wechmar in ein Waldgebiet bei Breslau verbracht und unter dem Exekutionskommando von SS-Sturmführer Fritz Mohr, der eine persönliche Auseinandersetzung mit Nixdorf gehabt hatte, in der Nacht auf den 1. Juli 1934 erschossen. Der Totenschein gibt als Uhrzeit der Erschießungen 2 bis 3 Uhr an.
Die Leichen wurden zunächst vor Ort vergraben, später im Krematorium Breslau-Gräbschen verbrannt. Im Zusammenhang mit dem sogenannten Röhm-Putsch kam Nixdorfs Name auf die amtliche Todesliste, die nicht veröffentlicht wurde. Die NS-Behörden vertuschten die Mordaktion. Das Kabinett Hitler genehmigte am 3. Juli 1934 das Gesetz über Maßnahmen der Staatsnotwehr mit folgendem knappen Wortlaut: „Die zur Niederschlagung hoch- und landesverräterischer Angriffe am 30. Juni und am 1. und 2. Juli 1934 vollzogenen Maßnahmen sind als Staatsnotwehr rechtens.“
Nachdem am 21. April 1956 staatsanwaltliche Anklage erhoben worden war, rollte ein Schwurgericht des Landgerichts Osnabrück den Kriminalfall in den Jahren 1956/1957 auf. Der Angeklagte Udo von Woyrsch wurde am 2. August 1957 wegen Beihilfe zum Totschlag in sechs Fällen zu zehn Jahren Haft verurteilt, während der Mitangeklagte Ernst Müller-Altenau aus Mangel an Beweisen einen Freispruch erhielt.
Nach Forschungen des Historikers Karl Martin Graß soll Nixdorf neben Belding Mitte 1934 in den Verdacht geraten sein, am 19. Juni 1934 in der Schorfheide ein Attentat auf Heinrich Himmler verübt zu haben. Tatsächlich hatte es – obwohl Himmler daran glaubte – kein Attentat gegeben: Der vermeintliche Beschuss von Himmlers Fahrzeug erwies sich bei der späteren kriminalistischen Untersuchung des Vorfalls als Ergebnis des Aufschlagens von mit hoher Geschwindigkeit aufgewirbelten Kieselsteinen gegen die Fahrzeugkarosserie. Die von Graß vertretene These gilt heute als Irrtum. Graß verwechselte Nixdorf mit Bernhard Fischer-Schweder.
Nixdorfs Schwester Dorothea (1901–1975) hatte den Zahnarzt Willy Mahler (1900–1949), einen überzeugten Nationalsozialisten, geheiratet. Eines der vier Kinder des Paares, somit Nixdorfs Neffe, war der Extremist und RAF-Mitbegründer Horst Mahler.